# Mauthausen Orchestra
Mauthausen Orchestra fu lo pseudonimo con cui Pierpaolo Zoppo produceva musica post-industriale e power electronics fin dal 1981.

## Biografia
Mauthausen Orchestra, progetto musicale di Pierpaolo Zoppo, appartiene alla prima ondata di Power electronics italiano. Il progetto nasce nel 1981 e realizza le sue prime pubblicazioni su cassetta per la Aquilifer Sodality, label dello stesso Pierpaolo Zoppo. Dal 1982 al 1986 Mauthausen Orchestra pubblica 10 cassette e due Ep che rappresentano uno degli episodi migliori di elettronica deviata del panorama italiano.. Nel 1990 la giapponese Vis A Vis Audio Arts ristampa in LP una raccolta dei migliori brani di Mauthausen Orchestra dal titolo Five Years Of Slaughters e nel 1995 la Slaughter Productions di Marco Corbelli ristampa le opere dell'intero quinquennio in box. I lavori realizzati con questo pseudonimo, seguendo un filone consolidato nel panorama Industrial internazionale, sono un viaggio esplorativo nel sesso estremo, perversioni, torture e disagio, accompagnato da un sound composto da collage brutali di rumorismo, distorsioni elettroniche e voci disumanizzate. Il progetto riprende vita nel 1997, anno in cui Zoppo inizia a comporre nuovi brani con questo pseudonimo.
Zoppo è morto il 16 giugno 2012 all'età di 49 anni.

## Discografia

### Album
- 1982 - Mauthausen Orchestra (Cassetta C60, Aquilifer Sodality)
- 1983 - Necrofellatio (Cassetta C60, Aquilifer Sodality - ristampa Slaughter Productions 1996)
- 1983 - 2nd Movement (Cassetta C60, Aquilifer Sodality)
- 1983 - Conflict (Cassetta C60, Broken Flag/Aquilifer Sodality)
- 1983 - Dedicated To J. Goebbels (Cassetta C60, Aquilifer Sodality)
- 1983 - Murderfuck (Cassetta C45, Aquilifer Sodality)
- 1984 - Mafarka (Cassetta C60, Aquilifer Sodality)
- 1984 - Bloodyminded (Cassetta C60, Aquilifer Sodality)
- 1985 - Anal Perversions (Cassetta C60, Aquilifer Sodality)
- 1986 - Host Sodomy (Cassetta C45, Aquilifer Sodality)
- 1990 - Five Years Of Slaughters (LP, Vis A Vis Audio Arts)
- 1995 - Gravitational Arch Of Sex (12xCassette + Box, Slaughter Productions)
- 1997 - Raising Vapours (CD, Body And Blood Exploration, BloodLust!)
- 2000 - Necrofellatio / Mafarka (2xCD, Slaughter Productions)
- 2008 - Where Are We Going? (CD, BloodLust!)
- 2010 - M (Cassetta, Silentes Tapestry)
- 2010 - Digression (CD, Silentes Minimal Editions)

#### Nimh & Mauthausen Orchestra
- 2009 - From Unhealthy Places (CD, Silentes Minimal Editions)

### Singoli ed EP
- 1984 - Vernichtung Lebenunwerten Leben (Cassetta, Aquilifer Sodality - 2008, ristampa 2x12" Trash Ritual)
- 1985 - They Never Learn (Cassetta, Aquilifer Sodality - 2009, ristampa 12" Trash Ritual)
- 1999 - Lost In Boyz Town (7", BloodLust!)
- 1999 - Kiss The Carpet (10", Xn Recordings)
- 2006 - Smooth Hate (7", BloodLust!)
- 2006 - Forbidden Ground (7", BloodLust!)
- 2009 - High Opinion Of Oneself (7", BloodLust!)

### Compilation
- 1983 - Hate's Our Belief - con il brano Return To The Glory (2xCassette C60, Aquilifer Sodality)
- 1983 - Crusade con i brani - T4 e Conflict (Cassetta C45, Broken Flag)
- 1984 - Trial By Ordeal - con il brano Bloodyminded (Cassetta C60, Broken Flag)
- 1984 - Thee Book - con Fuck Mastery (2xCassetta, Graf Haufen Tapes)
- 1985 - Sexorama Vol.3 - con Fistfuck (2xCassetta, ZSF Produkt)
- 1986 - 6x10=60 Vol. 3 - con Bondage (Cassetta, Korm Plastics)
- 1986 - 19 Keys 19 Bands - conThe Fifteenth Key (2xCassetta, Club Moral)
- 1987 - Infera Sinfonia - con Raum (Ravaging Devil) (Cassetta C60, Bruno Cossano Corporation)
- 1992 - Sexorama - con Fistfuck(Cassetta C60, Statutory Tape)
- 1993 - Power To Destroy - con Kill The P.A.S.T. (1992) I.Power (as Mauthausen) (Cassetta C45, Lebensborn)
- 2005 - Songs From The Darkroom - con Glory Hole (Pt. 2) (CD, Spatter)
- 2007 - Broken Flag: A Retrospective 1982 - 1985 - con Conflict (5xLP + Box, Vinyl-on-demands)
- 2009 - Silentes 2004 2009 Anniversary Set - con From Homicide To Slaughter (Part 5) (Box, Silentes)